# علی‌آباد (قزوین)
 علی‌آباد (قزوین)، روستایی از توابع بخش رودبار الموت غربی شهرستان قزوین در استان قزوین ایران است.

## جمعیت
این روستا در دهستان رودبار شهرستان قرار دارد و براساس سرشماری مرکز آمار ایران در سال ۱۳۸۵، جمعیت آن ۱۴۷ نفر (۳۲خانوار) بوده است.

## زبان
ساکنین علی‌آباد به مراغی که از گویش‌های زبان تاتی است، صحبت می‌کنند.